# Issoria secunda
Issoria secunda är en fjärilsart som beskrevs av Obraztsov 1934. Issoria secunda ingår i släktet Issoria och familjen praktfjärilar. Inga underarter finns listade i Catalogue of Life.